# Georges Steel
Georges Steel (Sleidinge, 13 juni 1923 - Sijsele, 14 januari 2010) was een Belgisch kunstschilder. 
Als zoon van de gekende kunstschilder Leo Steel werd hij reeds als kind geconfronteerd met de plastische kunst en zou, zoals ook twee van zijn broers, diezelfde weg opgaan.
Hij werd leerling aan het Sint-Lukasinstituut te Gent, waar hij zeer veel opstak van Gerard Hermans. In 1943 volgde het Nationaal Hoger Instituut voor Schone Kunsten te Antwerpen.
Hij doorliep er de volledige cursus levend model, anatomie en schilderen, onder de leiding van Isidoor Opsomer. In bijvakken had hij er contact met leraars als Roger Avermaete en Lode Zielens.
In 1944 kwam er tevens beeldhouwen bij en behaalde hij de «Van Leriusprijs».
Na de oorlog werd de opleiding aan de Antwerpse academie gekenmerkt door een vloedgolf van moderne vormgevingen, die praktisch de traditionele strekkingen wegveegden, en na nog enkele maanden, onder Constant Permeke, verliet hij de academie en betrok een atelier aan de Stadswaag te Antwerpen. Zich nu vrij voelend, als kunstenaar en als mens, lokten het avontuur en de kennismaking met andere culturen.
In de volgende jaren vinden wij hem terug in Nederland, Zweden, Duitsland, Oostenrijk en Frankrijk, maar vooral in het Zuiden, zoals in Libanon, Egypte, Turkije, Jordanië, Syrië, Griekenland, Marokko, Italië, Portugal en Spanje, waarmee hij in 1947 voor het eerst kennis maakte, en dan maanden de werken in het Prado bestudeerde, tot hij uiteindelijk in Spanje zijn vast verblijf kiezen zou. In 1956 vestigde hij zich te Granada, aan de voet van de Sacromonte, waar de zigeuners hun in de rotsen uitgehouwen woningen betrokken en hijzelf een typisch landelijk Spaans huis bewoonde.
In heel zijn oeuvre bleef de schilder trouw aan de vormgeving en de kleurenrijkdom.
Z'n eerbied voor de vorm beoogt niet een zuiver natuurgetrouwe nabootsing maar wel een weergave waarin het landschap, een stilleven, de mens en het portret naar persoonlijk aanvoelen en inzicht gekarakteriseerd worden.
Wijken weelderige en afwisselende kleurenvlekken af van de werkelijkheid dan gebeurt dit spontaan om de voorgestelde impressie meer expressiviteit te verlenen.
Georges Steel hield van Andalusië, hij was in de loop der jaren met deze landstreek vergroeid en hieruit ontsproot de drang om deze beleving en sociale gebondenheid met land en volk te synthetiseren in landschap en portret.
Breed en diep strekken de landschappen zich uit, over aaneengeregen plannen zonder bruuske overgangen, tot een vloeiend geheel en aan de verre horizon tronen bergruggen al dan niet met lichtende sneeuwvlekken bestrooid. Helder gekleurde delen liggen in het weide landschap verspreid welke levendigheid en bewegingen suggereren.
In enge straatjes en hoeken volgen dronken van licht delen en warme schaduwen mekaar op en vormen op speelse wijze een symfonische ontmoeting. De personages geplant in deze taferelen, in zalig niets doen of aan de arbeid, in losse trekken maar raak gepenseeld, duiden op het «samenhoren» in het landschap. Dit scheppend kunnen van de schilder, nl. eenheid tussen vlakverdeling en kleurenharmonie, is eveneens merkbaar in de snapshots met vissersbootjes.
In de nadagen van zijn carrière verhuisde Georges Steel terug naar België, waarbij hij zich in Oedelem vestigde. Daar hield hij zich vooral bezig met het schilderen van stillevens en portretten.
Georges Steel overleed te Sijsele op 14 januari 2010.